# North Goa (huyện)
Huyện North Goa là một huyện thuộc bang Goa, Ấn Độ. Thủ phủ huyện North Goa đóng ở Panaji. Huyện North Goa có diện tích 1736 ki lô mét vuông. Đến thời điểm năm 2001, huyện North Goa có dân số 757407 người.